# 克洛彭堡县
克洛彭堡县（德語：Landkreis Cloppenburg）是德国下萨克森州西部的一个县，首府克洛彭堡。

## 市鎮
- 克洛彭堡
- 弗里斯奧伊特
- 勒寧根
- 巴瑟爾
- 伯瑟爾
- 奥尔登堡地区卡珀尔恩
- 埃姆施泰克
- 奥尔登堡地区埃森
- 加勒爾
- 拉斯特魯普
- 奥尔登堡地区林登
- 莫爾貝根
- 薩特蘭